# Diospyros nodosa
Diospyros nodosa là một loài thực vật có hoa trong họ Thị. Loài này được Poir. mô tả khoa học đầu tiên năm 1804.